# Isla Maillén
L'Isla Maillén è un'isola del Cile meridionale, situata a sud di Puerto Montt nel Seno Reloncaví. Appartiene alla regione di Los Lagos e alla provincia di Llanquihue; è amministrata dal comune di Puerto Montt. L'isola ha una popolazione stimata di 1 381 abitanti.
L'isola Maillén dista circa 1.200 metri da punta Panitao, il punto più vicino sulla terraferma. L'isola misura poco più di 5,5 km di lunghezza, da est ad ovest, per 4 km di larghezza, con un'altezza massima di 64 m sulla costa orientale. Vicino alla sua costa meridionale si trova la piccola isola Capeaguapi. Maillén si trova a sud dell'isola Tenglo e a nord di Guar e dell'arcipelago di Calbuco.